# Kurt Tornier

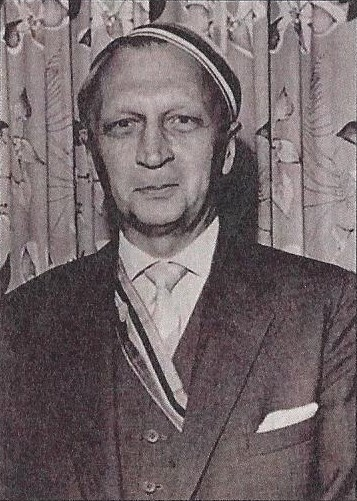
Kurt Tornier

Kurt Tornier (* 16. Januar 1899 in Fischau, Westpreußen; † 4. Mai 1983 in Herrsching am Ammersee) war ein deutscher Bankmanager.

## Leben
Tornier wurde als Sohn des Gutsbesitzers Otto Tornier geboren. Er besuchte das humanistische Gymnasium in Marienburg. Nach dem Abitur studierte er an der Albertus-Universität Königsberg  Rechtswissenschaft. 1917 – im Ersten Weltkrieg – wurde er im Corps Baltia Königsberg aktiv. Noch als Fuchs wurde er zum Feldartillerie-Regiment 79 in Osterode i. Ostpr. einberufen. Als Fahnenjunker angenommen, kam er nach der Grundausbildung an die Westfront in der Gegend von Arras. Dort nahm er als Offiziernachwuchs zunächst an Lehrgängen teil. Am Schwarzen Tag des deutschen Heeres zerschlugen Granatsplitter mehrere Finger der rechten Hand. Tornier geriet in britische Kriegsgefangenschaft, aus der er am 27. Februar 1919 entlassen wurde. In Königsberg setzte er die Aktivität und das Studium fort. Da er als Fähnrich Berufssoldat war, hatte er das Ergebnis der weiteren Heilbehandlung abzuwarten. Auch nach einer Spezialbehandlung in Potsdam waren drei Finger verloren. Als Inaktiver verbrachte er das Sommersemester 1920 an der Universität Jena. Nach Zwischensemestern  bestand er im Juni 1921 das erste Examen. Noch 1921 wurde er zum Dr. iur. promoviert. Nachdem er 1924 die Assessorprüfung bestanden hatte, wurde er als „Hilfsarbeiter“ in das Reichswirtschaftsministerium einberufen. Von 1927 bis 1938 war er Geschäftsführer der Fachgruppe privater Hypothekenbanken im Zentralverband des deutschen Bank- und Bankiergewerbes mit Sitz in Berlin. Am 1. Januar 1939 trat er in die Dienste der Bayerischen Hypotheken- und Wechsel-Bank. Er war Generalbevollmächtigter für die Bank in Berlin. Zum 1. Januar 1947 wurde er stellvertretendes, zum 1. Januar 1952 ordentliches Vorstandsmitglied. Er war in dieser Funktion zuständig für die Hypothekenabteilung und machte sich um den Neustart der Bank verdient. Am 31. Dezember 1967 trat er in den Ruhestand.
Tornier war Mitglied des Stahlhelm, Bund der Frontsoldaten. 1933/34 stand er als „Corpsführer“ gemeinsam mit Hans-Wolfram Knaak und Viktor von Schmiedeberg im Mittelpunkt der erbitterten Auseinandersetzungen um die nationalsozialistische Vereinnahmung seines Corps. Gemeinsam versuchten sie diese zu verhindern. Sein Gegenspieler war der von Alfred Funk vorgeschobene Eugen Dorsch.
Verheiratet war Tornier seit dem 19. April 1935 mit Alevtine von der Schulenburg (* 22. Februar 1907; † 12. Juni 1989), einer Schwester von Michael von der Schulenburg. Das Paar blieb kinderlos.

## Ehrungen
- Bayerischer Verdienstorden (1963)
- Ehrenmitglied des Corps Baltia
- Großes Bundesverdienstkreuz (1966)